# Selernica żyłkowana
Selernica żyłkowana (Kadenia dubia) – gatunek roślin z rodziny selerowatych (Apiaceae).

## Nazewnictwo
Tradycyjnie gatunek klasyfikowany był zwykle pod nazwą Cnidium dubium (Schkuhr) Schmeil & Fitschen i tak też jeszcze umieszczony został na liście gatunków flloy polskiej z 2020 roku. Jednak włączanie tego gatunku do rodzaju Cnidium czyni z niego takson polifiletyczny, stąd współcześnie gatunek klasyfikowany jest jako przynależny do rodzaju Kadenia pod nazwą Kadenia dubia (Schkuhr) Lavrova & V.N.Tikhom.

## Rozmieszczenie geograficzne
Występuje w Europie Środkowej i Wschodniej oraz w Zachodniej Syberii. W Europie zachodnia granica zasięgu ciągnie się przez Austrię i Niemcy, południowa przez Węgry i Rumunię, północna przez południe Półwyspu Skandynawskiego. W Polsce występuje głównie na nizinach, szczególnie w dolinach Wisły, Odry i ich większych dopływów. W Karpatach znany z dwóch tylko stanowisk: w Droginii koło Myślenic nad Jeziorem Dobczyckim (w 2002 jednakże nie został znaleziony) i w Józefowie koło Jasła (Doły Jasielsko-Sanockie). Podawany był również z Puszczy Niepołomickiej i pod Przemyślem.

## Morfologia
PokrójRoślina zielna z wrzecionowatym, nierozgałęzionym, ale czasem tworzącym rozłogi kłączem. Wzniesiona łodyga zwykle o wysokości od 30 do 60 cm, rzadziej do 100 cm. Naga, często czerwono nabiegła, wzniesiona, przeważnie nierozgałęziona, jeśli rozgałęziona to w górnej części. W dolnej części jest delikatnie bruzdowana, w górnej kanciasto bruzdowana.
LiścieOsadzone na dwuuszkowych i w górnej części pędu nieco rozdętych pochwach liściowych. Blaszki są 1–3-krotnie pierzastosieczne, złożone z równowąskolancetowatych odcinków o długości 1–2 cm i szerokości 1–3 mm. Na spodniej stronie są szarozielone.
KwiatyDrobne, zebrane w baldach złożony na szczycie łodygi. Składa się on z 8-30 baldaszków. Szypuły baldachu są owłosione i kanciaste, a szypuły baldaszków tylko szorstkie. Pokryw zazwyczaj brak, czasami tylko są 1–2, szydlaste. Pokrywki mają długość baldaszka i są nitkowate, równowąskie, na brzegu cienko obłonione i ząbkowane. Płatki kwiatów białe o długości 1 mm, mają łatkę na szczycie.
OwocŻebrowana, kulista lub jajowata  rozłupnia o długości 2–2,5 mm. Wszystkie żebra o tej samej wysokości.

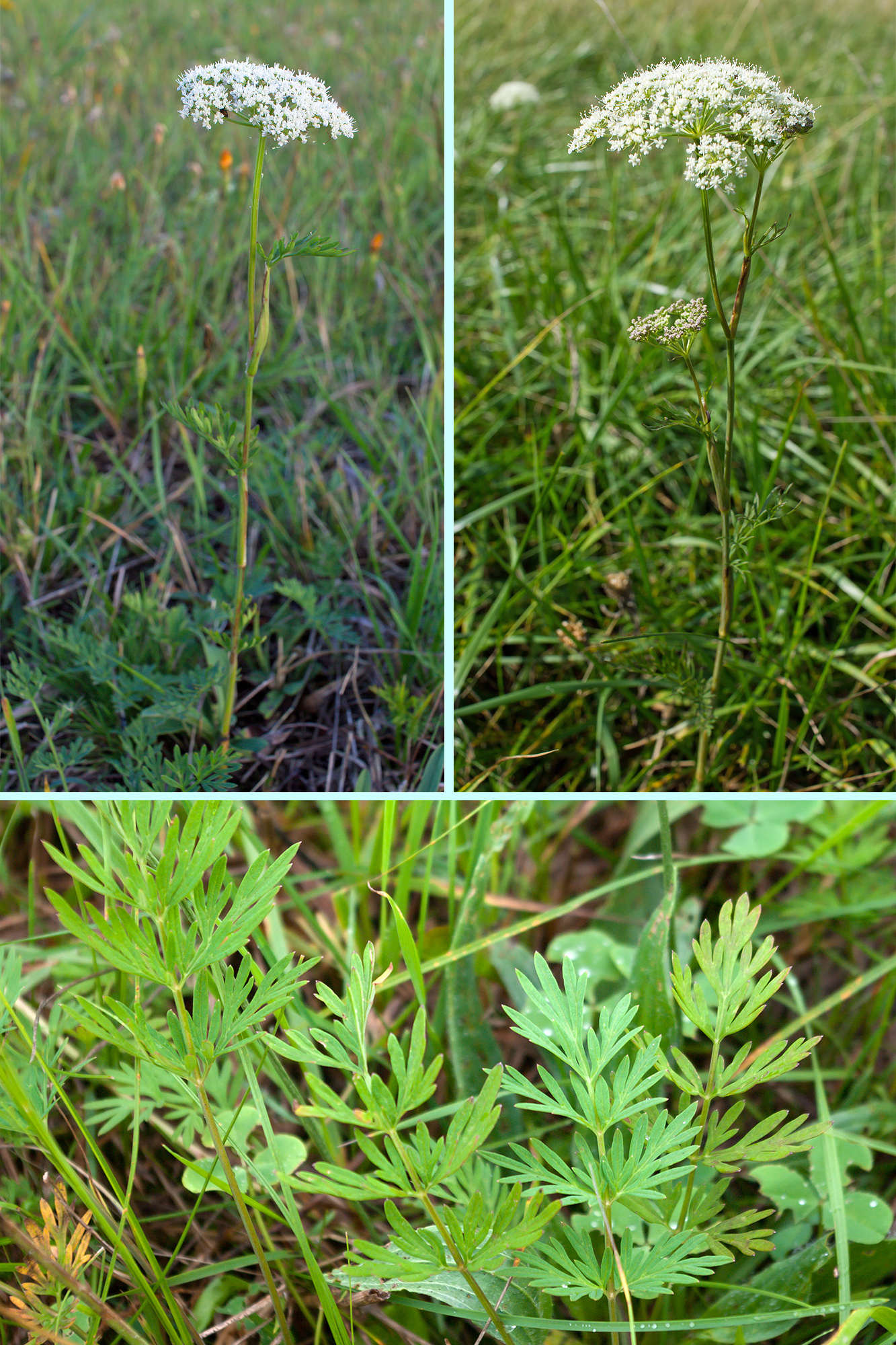
Pokrój
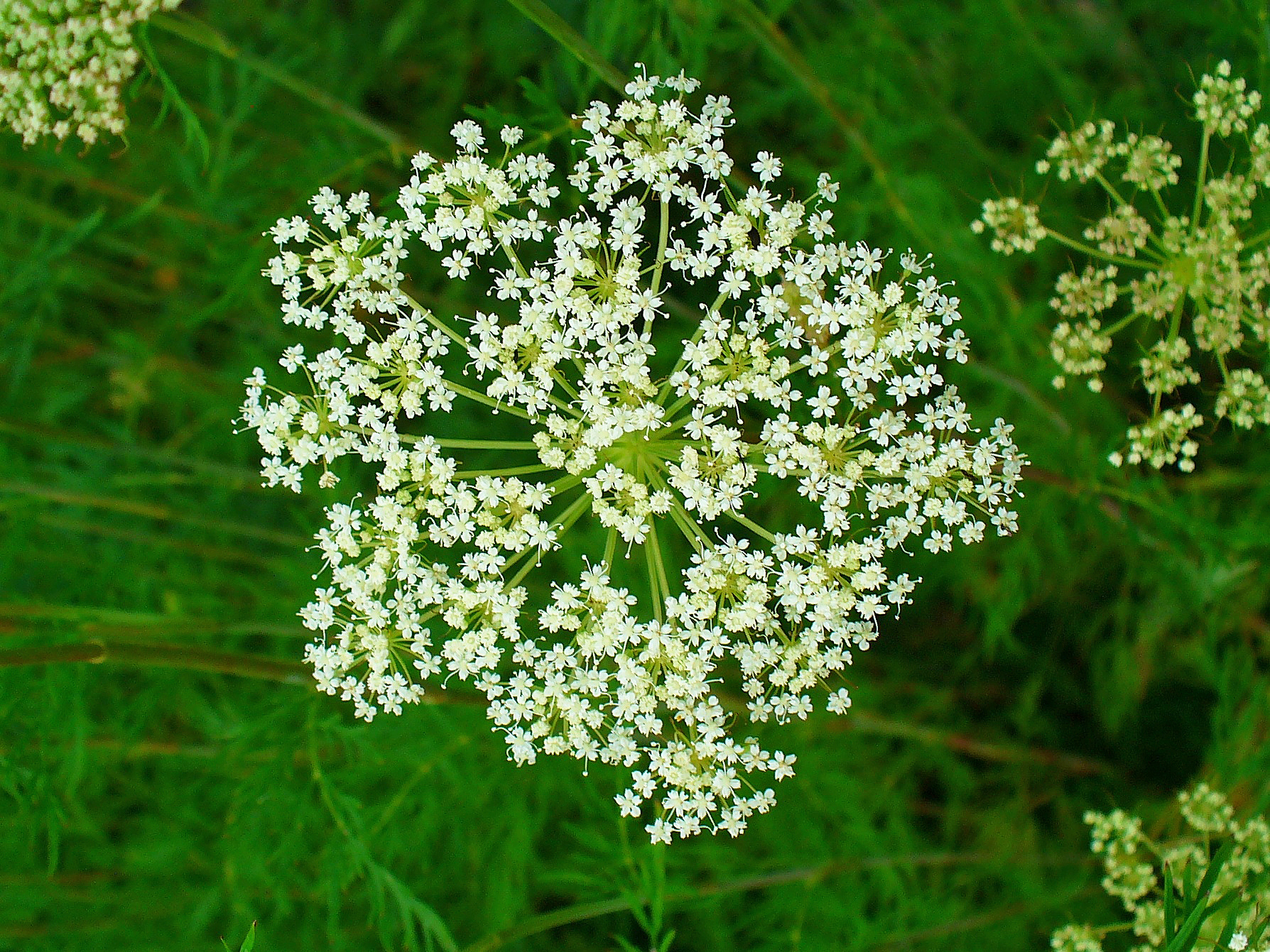
Kwiatostan
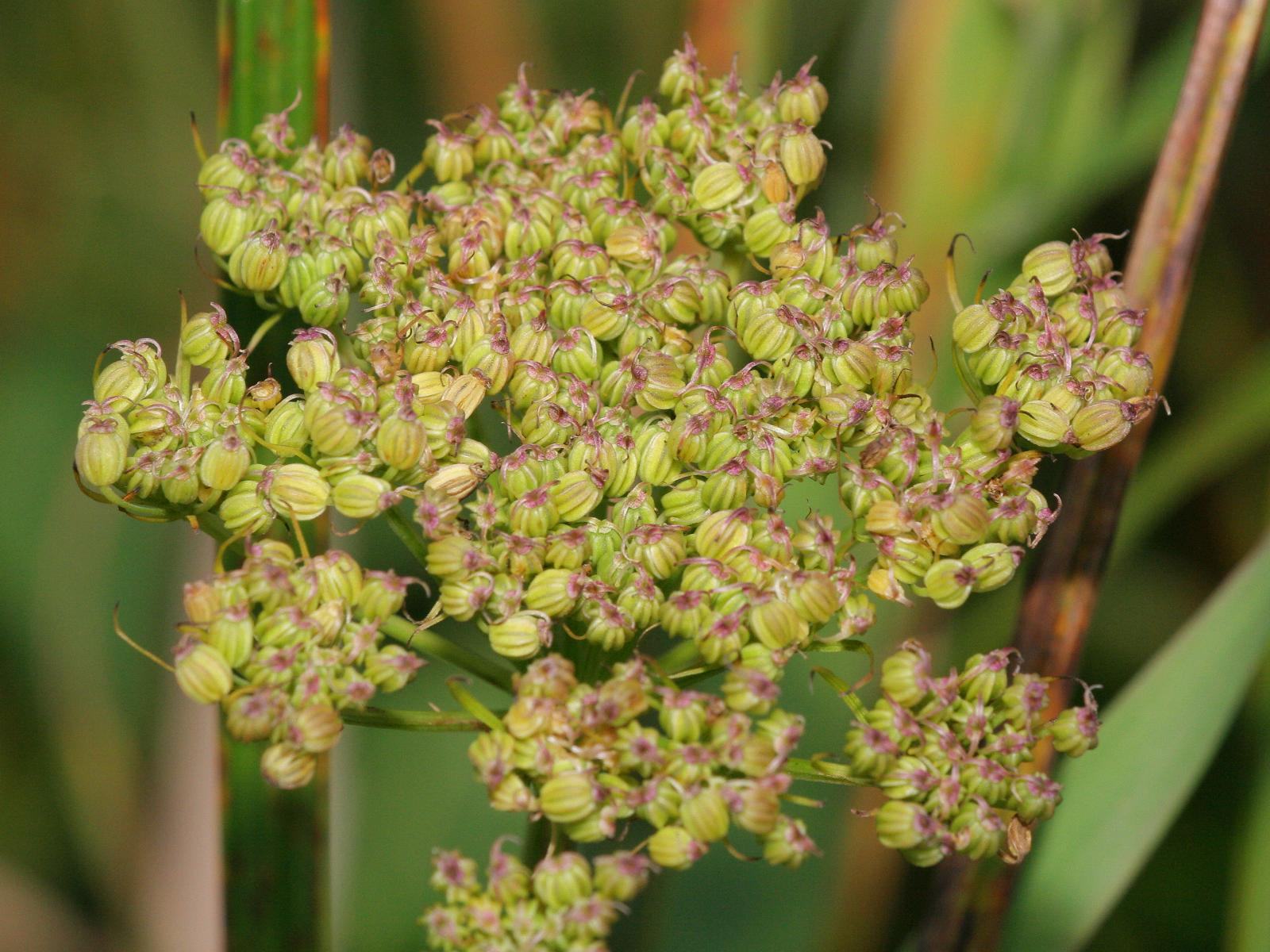
Owocostan
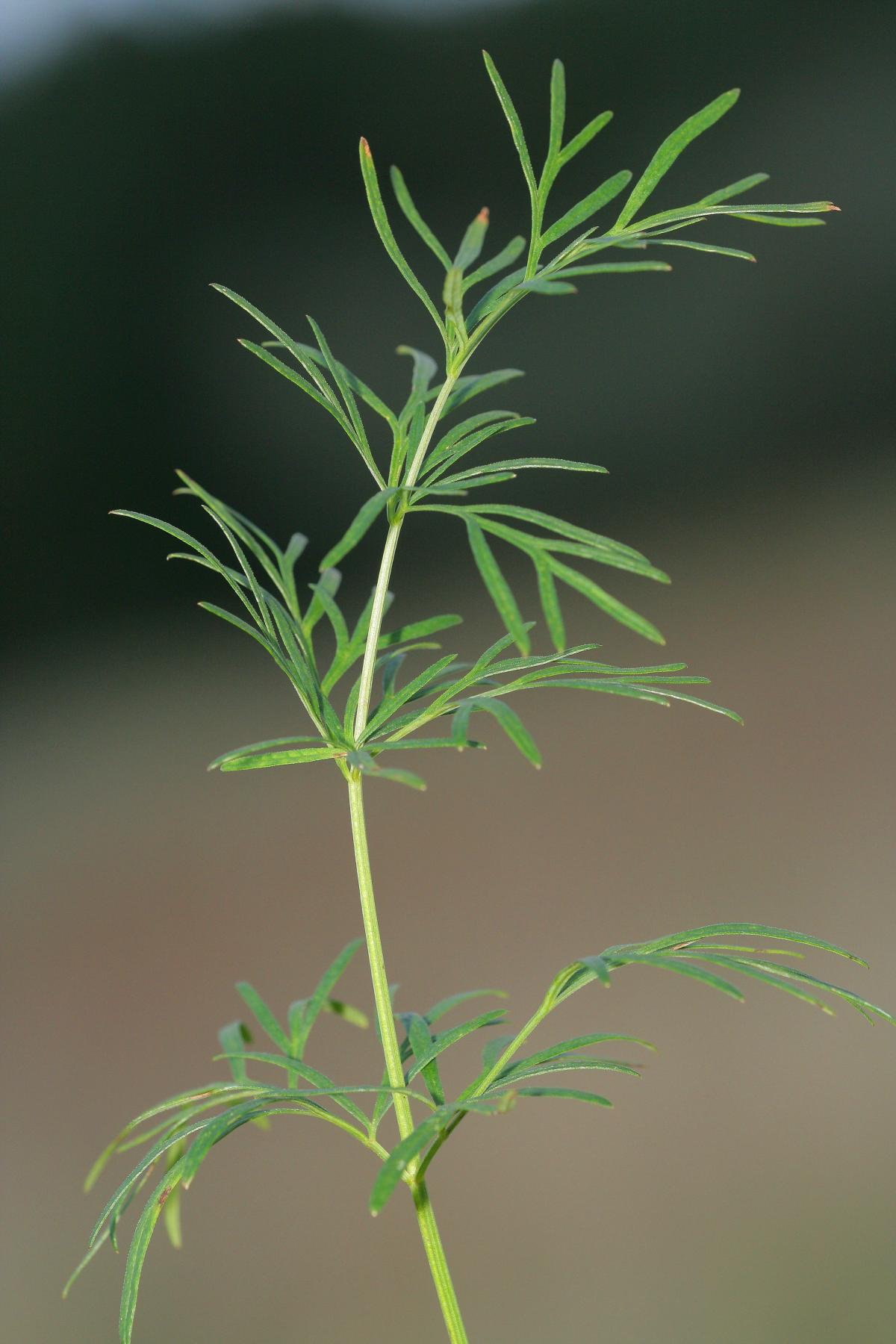
Liść
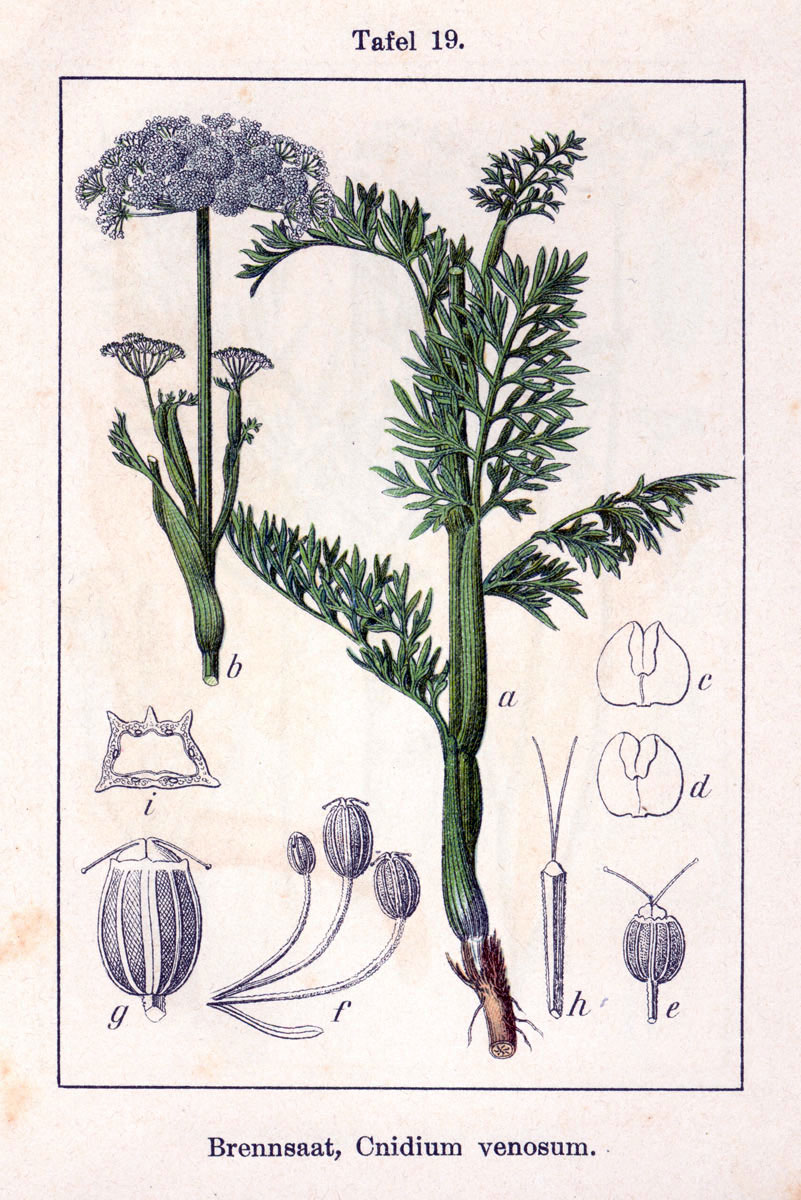
Morfologia

## Biologia i ekologia
Bylina, czasem też roślina dwuletnia, hemikryptofit. Kwitnie w lipcu i sierpniu. Liczba chromosomów 2n = 22. 
Występuje na podmokłych łąkach. Gatunek charakterystyczny dla związku (All.) Cnidion dubii i Ass. Violo-Cnidietum.

## Zagrożenia
Roślina umieszczona na Czerwonej liście roślin i grzybów Polski w grupie gatunków narażonych na wyginięcie (kategoria zagrożenia V). Z powodu niepozornego wyglądu jest trudna do odszukania w terenie, być może więc występuje na większej liczbie stanowisk, niż to jest podawane w literaturze.